# 동두천시외버스터미널
동두천시외버스터미널은 경기도 동두천시 평화로2169번길 21 (송내동 551)에 위치한 터미널이다.
원래 생연동 657-1번지에 위치했지만 2006년 12월 폐쇄되었다. 이후 롯데마트 주관으로 공사가 이루어지면서 2009년 11월에 영업이 개시된 시외버스 터미널이다. 전체 건물 연면적은 3,519m2, 대합실 면적은 1,069.82m2이다. 2019년 1월 기준 하루 평균 130명이 이용하고 9개 노선이 운행중이다. 롯데마트 동두천점이 입점해있다.

## 규모
- 대지 면적: 2,400평
- 연면적: 22,950평
- 층수: 지하 1층, 지상 3층
- 부대시설: 롯데마트
- 승차홈: 18개

## 편의 시설
터미널에는 산두리국수, 던킨 편의점 등 2개의 편의시설이 있고, 사무실도 입주하고 있다.

## 주요 운행 노선

### 시외버스
| 운행 노선       | 운행업체 | 운행구간 | 운행구간 | 운행구간     | 경유지                                | 배차 간격 (분) | 시간표 |
| --------------- | -------- | -------- | -------- | ------------ | ------------------------------------- | -------------- | ------ |
| 3300            | 경기고속 | 동두천   | ↔        | 수서역       | 잠실, 가락시장                        | 135            |        |
| 3300            | 경기고속 | 동두천   | ↔        | 연천         | 소요산역, 초성리, 한탄강, 전곡        | 135            |        |
| 7100 공항리무진 | 경기고속 | 동두천   | ↔        | 인천국제공항 | 양주, 경기도청북부청사, 산들마을2단지 | 4회            |        |

## 같이 보기
- 연천공영버스터미널
- 전곡시외버스터미널